# Indianapolis 500 in 2017
De 101e editie van de Indianapolis 500 werd in 2017 verreden op zondag 28 mei op de Indianapolis Motor Speedway in Indianapolis in de staat Indiana. Titelhouder Alexander Rossi wist zijn titel niet te prolongeren en eindigde als vijfde. Scott Dixon wist zich op pole positie te kwalificeren, maar viel uit na een zware crash met Jay Howard in de 52e ronde. Takuma Sato werd winnaar van deze editie, het was zijn eerste zege in de Indianapolis 500 en tevens de eerste keer dat een Japanner de race won. Tweevoudig Formule 1-kampioen Fernando Alonso maakte zijn debuut in de race, waarbij hij de Grand Prix van Monaco mocht overslaan.
Voorafgaand aan deze race werd er een race verreden op het binnencircuit, deze werd gewonnen door Will Power.

## Inschrijvingen
Aan deze race namen zeven Indy 500-winnaars mee. De titelhouder Alexander Rossi kwam uit voor Andretti Autosport, net als Ryan Hunter-Reay, die de race in 2014 won. De winnaar in 2000 en 2015, Juan Pablo Montoya, kwam uit voor Team Penske, naast teamgenoot en drievoudig winnaar Hélio Castroneves (2001, 2002, 2009). Tony Kanaan (2013) en Scott Dixon (2008) kwamen uit voor Chip Ganassi Racing. Buddy Lazier, de kampioen van 1996, nam net als de vorige vier edities deel aan de race met een eigen team.
Sébastien Bourdais stond oorspronkelijk ingeschreven in de #18-auto van Dale Coyne Racing, maar tijdens de kwalificatie raakte hij geblesseerd bij een zware crash en werd voor de race vervangen door James Davison.
W = eerdere winnaar
R = rookie
| Nr | Rijders              | Team                                         | Motor     |
| -- | -------------------- | -------------------------------------------- | --------- |
| 01 | Simon Pagenaud       | Team Penske                                  | Chevrolet |
| 02 | Josef Newgarden      | Team Penske                                  | Chevrolet |
| 03 | Hélio Castroneves W  | Team Penske                                  | Chevrolet |
| 04 | Conor Daly           | A.J. Foyt Enterprises                        | Chevrolet |
| 05 | James Hinchcliffe    | Schmidt Peterson Motorsports                 | Honda     |
| 07 | Mikhail Aleshin      | Schmidt Peterson Motorsports                 | Honda     |
| 08 | Max Chilton          | Chip Ganassi Racing                          | Honda     |
| 09 | Scott Dixon W        | Chip Ganassi Racing                          | Honda     |
| 10 | Tony Kanaan W        | Chip Ganassi Racing                          | Honda     |
| 11 | Spencer Pigot        | Juncos Racing                                | Chevrolet |
| 12 | Will Power           | Team Penske                                  | Chevrolet |
| 14 | Carlos Muñoz         | A.J. Foyt Enterprises                        | Chevrolet |
| 15 | Graham Rahal         | Rahal Letterman Lanigan Racing               | Honda     |
| 16 | Oriol Servià         | Rahal Letterman Lanigan Racing               | Honda     |
| 17 | Sebastian Saavedra   | Juncos Racing                                | Chevrolet |
| 18 | Sébastien Bourdais   | Dale Coyne Racing                            | Honda     |
| 18 | James Davison        | Dale Coyne Racing                            | Honda     |
| 19 | Ed Jones R           | Dale Coyne Racing                            | Honda     |
| 20 | Ed Carpenter         | Ed Carpenter Racing                          | Chevrolet |
| 21 | J.R. Hildebrand      | Ed Carpenter Racing                          | Chevrolet |
| 22 | Juan Pablo Montoya W | Team Penske                                  | Chevrolet |
| 24 | Sage Karam           | Dreyer & Reinbold Racing                     | Chevrolet |
| 26 | Takuma Sato          | Andretti Autosport                           | Honda     |
| 27 | Marco Andretti       | Andretti Autosport with Yarrow               | Honda     |
| 28 | Ryan Hunter-Reay W   | Andretti Autosport                           | Honda     |
| 29 | Fernando Alonso R    | McLaren-Honda-Andretti                       | Honda     |
| 40 | Zach Veach           | A.J. Foyt Enterprises                        | Honda     |
| 44 | Buddy Lazier W       | Lazier Racing Partners                       | Chevrolet |
| 50 | Jack Harvey R        | Michael Shank Racing with Andretti Autosport | Honda     |
| 63 | Pippa Mann           | Dale Coyne Racing                            | Honda     |
| 77 | Jay Howard           | Schmidt Peterson Motorsports                 | Honda     |
| 83 | Charlie Kimball      | Chip Ganassi Racing                          | Honda     |
| 88 | Gabby Chaves         | Harding Racing                               | Chevrolet |
| 98 | Alexander Rossi W    | Andretti Herta Autosport with Curb Agajanian | Honda     |

## Kwalificatie

### Dag 1 - Zaterdag 20 mei
De snelste negen coureurs gingen door naar de Fast Nine Shootout op zondag 21 mei, terwijl de overige coureurs op dezelfde dag de posities 10 tot en met 33 bepaalden.
| Positie                         | Nr                              | Rijder                          | Team                                         | Motor                           | Snelheid (m/h)                  |
| Snelste 9 rijders: Posities 1–9 | Snelste 9 rijders: Posities 1–9 | Snelste 9 rijders: Posities 1–9 | Snelste 9 rijders: Posities 1–9              | Snelste 9 rijders: Posities 1–9 | Snelste 9 rijders: Posities 1–9 |
| ------------------------------- | ------------------------------- | ------------------------------- | -------------------------------------------- | ------------------------------- | ------------------------------- |
| 1                               | 20                              | Ed Carpenter                    | Ed Carpenter Racing                          | Chevrolet                       | 230.468                         |
| 2                               | 26                              | Takuma Sato                     | Andretti Autosport                           | Honda                           | 230.382                         |
| 3                               | 09                              | Scott Dixon (W)                 | Chip Ganassi Racing                          | Honda                           | 230.333                         |
| 4                               | 21                              | J.R. Hildebrand                 | Ed Carpenter Racing                          | Chevrolet                       | 230.205                         |
| 5                               | 98                              | Alexander Rossi (W)             | Andretti Herta Autosport with Curb Agajanian | Honda                           | 230.148                         |
| 6                               | 12                              | Will Power                      | Team Penske                                  | Chevrolet                       | 230.072                         |
| 7                               | 29                              | Fernando Alonso (R)             | McLaren-Honda-Andretti                       | Honda                           | 230.034                         |
| 8                               | 10                              | Tony Kanaan (W)                 | Chip Ganassi Racing                          | Honda                           | 230.007                         |
| 9                               | 27                              | Marco Andretti                  | Andretti Autosport with Yarrow               | Honda                           | 229.924                         |
| Posities 10–33                  |                                 |                                 |                                              |                                 |                                 |
| 10                              | 19                              | Ed Jones (R)                    | Dale Coyne Racing                            | Honda                           | 229.717                         |
| 11                              | 83                              | Charlie Kimball                 | Chip Ganassi Racing                          | Honda                           | 229.713                         |
| 12                              | 08                              | Max Chilton                     | Chip Ganassi Racing                          | Honda                           | 229.636                         |
| 13                              | 28                              | Ryan Hunter-Reay (W)            | Andretti Autosport                           | Honda                           | 229.533                         |
| 14                              | 03                              | Hélio Castroneves (W)           | Team Penske                                  | Chevrolet                       | 229.390                         |
| 15                              | 07                              | Mikhail Aleshin                 | Schmidt Peterson Motorsports                 | Honda                           | 229.217                         |
| 16                              | 15                              | Graham Rahal                    | Rahal Letterman Lanigan Racing               | Honda                           | 228.835                         |
| 17                              | 02                              | Josef Newgarden                 | Team Penske                                  | Chevrolet                       | 228.696                         |
| 18                              | 22                              | Juan Pablo Montoya (W)          | Team Penske                                  | Chevrolet                       | 228.645                         |
| 19                              | 05                              | James Hinchcliffe               | Schmidt Peterson Motorsports                 | Honda                           | 228.557                         |
| 20                              | 01                              | Simon Pagenaud                  | Team Penske                                  | Chevrolet                       | 228.393                         |
| 21                              | 22                              | Sage Karam                      | Dreyer & Reinbold Racing                     | Chevrolet                       | 227.943                         |
| 22                              | 77                              | Jay Howard                      | Schmidt Peterson Motorsports                 | Honda                           | 227.853                         |
| 23                              | 26                              | Carlos Muñoz                    | A.J. Foyt Enterprises                        | Chevrolet                       | 227.438                         |
| 24                              | 16                              | Oriol Servià                    | Rahal Letterman Lanigan Racing               | Honda                           | 227.150                         |
| 25                              | 50                              | Jack Harvey (R)                 | Michael Shank Racing with Andretti Autosport | Honda                           | 226.894                         |
| 26                              | 19                              | Gabby Chaves                    | Harding Racing                               | Chevrolet                       | 226.875                         |
| 27                              | 04                              | Conor Daly                      | A.J. Foyt Enterprises                        | Chevrolet                       | 225.912                         |
| 28                              | 17                              | Sebastian Saavedra              | Juncos Racing                                | Chevrolet                       | 225.815                         |
| 29                              | 16                              | Spencer Pigot                   | Juncos Racing                                | Chevrolet                       | 223.631                         |
| 30                              | 44                              | Buddy Lazier (W)                | Lazier Partners Racing                       | Chevrolet                       | 221.427                         |
| 31                              | 63                              | Pippa Mann                      | Dale Coyne Racing                            | Honda                           | 219.282                         |
| 32                              | 18                              | Sébastien Bourdais              | Dale Coyne Racing                            | Honda                           | Crash                           |
| 33                              | 40                              | Zach Veach (R)                  | A.J. Foyt Enterprises                        | Chevrolet                       | Geen tijd                       |
| Officiële uitslag               |                                 |                                 |                                              |                                 |                                 |

### Dag 2 - Zondag 21 mei

#### Posities 10 t/m 33
| Positie        | Nr             | Rijder                 | Team                                         | Motor          | Snelheid (m/h) | Punten         |
| Posities 10–33 | Posities 10–33 | Posities 10–33         | Posities 10–33                               | Posities 10–33 | Posities 10–33 | Posities 10–33 |
| -------------- | -------------- | ---------------------- | -------------------------------------------- | -------------- | -------------- | -------------- |
| 10             | 28             | Ryan Hunter-Reay (W)   | Andretti Autosport                           | Honda          | 231.442        | 24             |
| 11             | 19             | Ed Jones (R)           | Dale Coyne Racing                            | Honda          | 230.578        | 23             |
| 12             | 16             | Oriol Servià           | Rahal Letterman Lanigan Racing               | Honda          | 230.309        | 22             |
| 13             | 07             | Mikhail Aleshin        | Schmidt Peterson Motorsports                 | Honda          | 230.271        | 21             |
| 14             | 15             | Graham Rahal           | Rahal Letterman Lanigan Racing               | Honda          | 230.253        | 20             |
| 15             | 08             | Max Chilton            | Chip Ganassi Racing                          | Honda          | 230.068        | 19             |
| 16             | 83             | Charlie Kimball        | Chip Ganassi Racing                          | Honda          | 229.956        | 18             |
| 17             | 05             | James Hinchcliffe      | Schmidt Peterson Motorsports                 | Honda          | 229.860        | 17             |
| 18             | 22             | Juan Pablo Montoya (W) | Team Penske                                  | Chevrolet      | 229.565        | 16             |
| 19             | 03             | Hélio Castroneves (W)  | Team Penske                                  | Chevrolet      | 229.515        | 15             |
| 20             | 77             | Jay Howard             | Schmidt Peterson Motorsports                 | Honda          | 229.414        | 14             |
| 21             | 22             | Sage Karam             | Dreyer & Reinbold Racing                     | Chevrolet      | 229.380        | 13             |
| 22             | 02             | Josef Newgarden        | Team Penske                                  | Chevrolet      | 228.501        | 12             |
| 23             | 01             | Simon Pagenaud         | Team Penske                                  | Chevrolet      | 228.093        | 11             |
| 24             | 26             | Carlos Muñoz           | A.J. Foyt Enterprises                        | Chevrolet      | 227.921        | 10             |
| 25             | 19             | Gabby Chaves           | Harding Racing                               | Chevrolet      | 226.921        | 9              |
| 26             | 04             | Conor Daly             | A.J. Foyt Enterprises                        | Chevrolet      | 226.439        | 8              |
| 27             | 50             | Jack Harvey (R)        | Michael Shank Racing with Andretti Autosport | Honda          | 225.742        | 7              |
| 28             | 63             | Pippa Mann             | Dale Coyne Racing                            | Honda          | 225.008        | 6              |
| 29             | 16             | Spencer Pigot          | Juncos Racing                                | Chevrolet      | 224.052        | 5              |
| 30             | 44             | Buddy Lazier (W)       | Lazier Partners Racing                       | Chevrolet      | 223.417        | 4              |
| 31             | 17             | Sebastian Saavedra     | Juncos Racing                                | Chevrolet      | 221.142        | 3              |
| 32             | 40             | Zach Veach (R)         | A.J. Foyt Enterprises                        | Chevrolet      | 221.081        | 2              |
| 33             | 18             | James Davison          | Dale Coyne Racing                            | Honda          | Geen tijd      | 1              |

#### Posities 1 t/m 9
| Positie           | Nr        | Rijder              | Team                                         | Motor     | Snelheid (m/h) | Punten    |
| Fast Nine         | Fast Nine | Fast Nine           | Fast Nine                                    | Fast Nine | Fast Nine      | Fast Nine |
| ----------------- | --------- | ------------------- | -------------------------------------------- | --------- | -------------- | --------- |
| 1                 | 09        | Scott Dixon (W)     | Chip Ganassi Racing                          | Honda     | 232.164        | 42        |
| 2                 | 20        | Ed Carpenter        | Ed Carpenter Racing                          | Chevrolet | 231.664        | 40        |
| 3                 | 98        | Alexander Rossi (W) | Andretti Herta Autosport with Curb Agajanian | Honda     | 231.487        | 38        |
| 4                 | 26        | Takuma Sato         | Andretti Autosport                           | Honda     | 231.365        | 36        |
| 5                 | 29        | Fernando Alonso (R) | McLaren-Honda-Andretti                       | Honda     | 231.300        | 34        |
| 6                 | 21        | J.R. Hildebrand     | Ed Carpenter Racing                          | Chevrolet | 230.889        | 32        |
| 7                 | 10        | Tony Kanaan (W)     | Chip Ganassi Racing                          | Honda     | 230.828        | 30        |
| 8                 | 27        | Marco Andretti      | Andretti Autosport with Yarrow               | Honda     | 230.474        | 28        |
| 9                 | 12        | Will Power          | Team Penske                                  | Chevrolet | 230.200        | 26        |
| Officiële uitslag |           |                     |                                              |           |                |           |

## Startgrid
| Rij | Binnen | Binnen                | Midden | Midden              | Buiten | Buiten                 |
| --- | ------ | --------------------- | ------ | ------------------- | ------ | ---------------------- |
| 1   | 9      | Scott Dixon (W)       | 20     | Ed Carpenter        | 98     | Alexander Rossi (W)    |
| 2   | 26     | Takuma Sato           | 29     | Fernando Alonso (R) | 21     | J.R. Hildebrand        |
| 3   | 10     | Tony Kanaan (W)       | 27     | Marco Andretti      | 12     | Will Power             |
| 4   | 28     | Ryan Hunter-Reay (W)  | 19     | Ed Jones (R)        | 16     | Oriol Servià           |
| 5   | 7      | Mikhail Aleshin       | 15     | Graham Rahal        | 8      | Max Chilton            |
| 6   | 83     | Charlie Kimball       | 5      | James Hinchcliffe   | 22     | Juan Pablo Montoya (W) |
| 7   | 3      | Hélio Castroneves (W) | 77     | Jay Howard          | 24     | Sage Karam             |
| 8   | 2      | Josef Newgarden       | 1      | Simon Pagenaud      | 14     | Carlos Muñoz           |
| 9   | 88     | Gabby Chaves          | 4      | Conor Daly          | 50     | Jack Harvey            |
| 10  | 63     | Pippa Mann            | 11     | Spencer Pigot       | 44     | Buddy Lazier (W)       |
| 11  | 17     | Sebastian Saavedra    | 40     | Zach Veach (R)      | 18     | James Davison          |

- (W) = Voormalig Indianapolis 500 winnaars
- (R) = Indianapolis 500 rookie

## Race uitslag
| Positie           | Nr | Rijder                 | Team                                         | Motor     | Ronden | Tijd/Opgave  | Pitstops | Grid | Ronden aan de leiding | Punten |
| ----------------- | -- | ---------------------- | -------------------------------------------- | --------- | ------ | ------------ | -------- | ---- | --------------------- | ------ |
| 1                 | 26 | Takuma Sato            | Andretti Autosport                           | Honda     | 200    | 3:13:03.3584 | 7        | 4    | 17                    | 137    |
| 2                 | 03 | Hélio Castroneves (W)  | Team Penske                                  | Chevrolet | 200    | +0.2011      | 9        | 19   | 9                     | 96     |
| 3                 | 19 | Ed Jones (R)           | Dale Coyne Racing                            | Honda     | 200    | +0.5278      | 9        | 11   | 0                     | 93     |
| 4                 | 08 | Max Chilton            | Chip Ganassi Racing                          | Honda     | 200    | +1.1365      | 7        | 15   | 50                    | 86     |
| 5                 | 10 | Tony Kanaan (W)        | Chip Ganassi Racing                          | Honda     | 200    | +1.6472      | 7        | 7    | 22                    | 91     |
| 6                 | 22 | Juan Pablo Montoya (W) | Team Penske                                  | Chevrolet | 200    | +1.7154      | 7        | 18   | 1                     | 73     |
| 7                 | 98 | Alexander Rossi (W)    | Andretti Herta Autosport with Curb Agajanian | Honda     | 200    | +2.4222      | 7        | 3    | 23                    | 91     |
| 8                 | 27 | Marco Andretti         | Andretti Autosport with Yarrow               | Honda     | 200    | +2.5410      | 7        | 8    | 0                     | 76     |
| 9                 | 19 | Gabby Chaves           | Harding Racing                               | Chevrolet | 200    | +3.8311      | 8        | 25   | 0                     | 53     |
| 10                | 26 | Carlos Muñoz           | A.J. Foyt Enterprises                        | Chevrolet | 200    | +4.5319      | 8        | 24   | 0                     | 50     |
| 11                | 20 | Ed Carpenter           | Ed Carpenter Racing                          | Chevrolet | 200    | +4.6228      | 10       | 2    | 5                     | 79     |
| 12                | 15 | Graham Rahal           | Rahal Letterman Lanigan Racing               | Honda     | 200    | +5.0310      | 9        | 14   | 2                     | 57     |
| 13                | 07 | Mikhail Aleshin        | Schmidt Peterson Motorsports                 | Honda     | 200    | +5.6993      | 8        | 13   | 0                     | 55     |
| 14                | 01 | Simon Pagenaud         | Team Penske                                  | Chevrolet | 200    | +6.0513      | 9        | 23   | 0                     | 43     |
| 15                | 17 | Sebastian Saavedra     | Juncos Racing                                | Chevrolet | 200    | +12.6668     | 11       | 31   | 0                     | 33     |
| 16                | 21 | J.R. Hildebrand        | Ed Carpenter Racing                          | Chevrolet | 200    | +33.2191     | 8        | 6    | 2                     | 61     |
| 17                | 63 | Pippa Mann             | Dale Coyne Racing                            | Honda     | 199    | +1 ronde     | 13       | 28   | 0                     | 32     |
| 18                | 16 | Spencer Pigot          | Juncos Racing                                | Chevrolet | 194    | +6 ronden    | 14       | 29   | 0                     | 29     |
| 19                | 02 | Josef Newgarden        | Team Penske                                  | Chevrolet | 186    | +14 ronden   | 9        | 22   | 0                     | 34     |
| 20                | 18 | James Davison          | Dale Coyne Racing                            | Honda     | 183    | Ongeluk      | 10       | 33   | 2                     | 21     |
| 21                | 16 | Oriol Servià           | Rahal Letterman Lanigan Racing               | Honda     | 183    | Ongeluk      | 7        | 12   | 0                     | 40     |
| 22                | 05 | James Hinchcliffe      | Schmidt Peterson Motorsports                 | Honda     | 183    | Ongeluk      | 8        | 17   | 0                     | 33     |
| 23                | 12 | Will Power             | Team Penske                                  | Chevrolet | 183    | Ongeluk      | 7        | 9    | 2                     | 41     |
| 24                | 29 | Fernando Alonso (R)    | McLaren-Honda-Andretti                       | Honda     | 179    | Mechanisch   | 7        | 5    | 27                    | 47     |
| 25                | 83 | Charlie Kimball        | Chip Ganassi Racing                          | Honda     | 166    | Mechanisch   | 6        | 16   | 5                     | 29     |
| 26                | 40 | Zach Veach (R)         | A.J. Foyt Enterprises                        | Chevrolet | 155    | Mechanisch   | 12       | 32   | 0                     | 12     |
| 27                | 28 | Ryan Hunter-Reay (W)   | Andretti Autosport                           | Honda     | 136    | Mechanisch   | 5        | 10   | 28                    | 35     |
| 28                | 22 | Sage Karam             | Dreyer & Reinbold Racing                     | Chevrolet | 125    | Mechanisch   | 5        | 21   | 0                     | 23     |
| 29                | 44 | Buddy Lazier (W)       | Lazier Partners Racing                       | Chevrolet | 118    | Ongeluk      | 5        | 30   | 0                     | 14     |
| 30                | 04 | Conor Daly             | A.J. Foyt Enterprises                        | Chevrolet | 65     | Ongeluk      | 3        | 26   | 0                     | 18     |
| 31                | 50 | Jack Harvey (R)        | Michael Shank Racing with Andretti Autosport | Honda     | 65     | Ongeluk      | 3        | 27   | 0                     | 17     |
| 32                | 09 | Scott Dixon (W)        | Chip Ganassi Racing                          | Honda     | 52     | Ongeluk      | 1        | 1    | 5                     | 53     |
| 33                | 77 | Jay Howard             | Schmidt Peterson Motorsports                 | Honda     | 45     | Ongeluk      | 2        | 20   | 0                     | 24     |
| Officiële uitslag |    |                        |                                              |           |        |              |          |      |                       |        |

1911 · 1912 · 1913 · 1914 · 1915 · 1916 · 1917 · 1918 · 1919 · 1920 · 1921 · 1922 · 1923 · 1924 · 1925 · 1926 · 1927 · 1928 · 1929 · 1930 · 1931 · 1932 · 1933 · 1934 · 1935 · 1936 · 1937 · 1938 · 1939 · 1940 · 1941 · 1942 · 1943 · 1944 · 1945 · 1946 · 1947 · 1948 · 1949 · 1950 · 1951 · 1952 · 1953 · 1954 · 1955 · 1956 · 1957 · 1958 · 1959 · 1960 · 1961 · 1962 · 1963 · 1964 · 1965 · 1966 · 1967 · 1968 · 1969 · 1970 · 1971 · 1972 · 1973 · 1974 · 1975 · 1976 · 1977 · 1978 · 1979 · 1980 · 1981 · 1982 · 1983 · 1984 · 1985 · 1986 · 1987 · 1988 · 1989 · 1990 · 1991 · 1992 · 1993 · 1994 · 1995 · 1996 · 1997 · 1998 · 1999 · 2000 · 2001 · 2002 · 2003 · 2004 · 2005 · 2006 · 2007 · 2008 · 2009 · 2010 · 2011 · 2012 · 2013 · 2014 · 2015 · 2016 · 2017 · 2018 · 2019 · 2020 · 2021 · 2022 · 2023 · 2024